# باول هورن
باول هورن (بالإنجليزية: Paul Horn)‏ هو عازف جاز وملحن أمريكي، ولد في 17 مارس 1930 في نيويورك في الولايات المتحدة، وتوفي في 29 يونيو 2014 في فانكوفر في كندا.

## وصلات خارجية
- باول هورن على موقع IMDb (الإنجليزية)
- باول هورن على موقع ميوزك برينز (الإنجليزية)
- باول هورن على موقع أول ميوزيك (الإنجليزية)
- باول هورن على موقع ديسكوغز (الإنجليزية)
- باول هورن على موقع قاعدة بيانات الفيلم (الإنجليزية)